# Кароліне-Оффіґстад Кноттен
Кароліне Оффіґстад Кноттен (6 січня 1995 , Tromsød ) — норвезька біатлоністка, призерка етапу Кубка світу.

## Спортивна кар'єра
Кароліне Кноттен почала займатися біатлоном 2002 року. У сезоні 2016-2017 року дебютувала на Кубку IBU, наступного року - на Чемпіонаті Європи, але особливих успіхів не досягла. Перший старт на Кубку Світу – 8 грудня 2018 року, спринт у Поклюці, де Кароліне посіла 75-те місце. У ході того сезону їй вдалося двічі потрапити на п'єдестал Кубка IBU (Обертілліях, супер-спринт, 3-тє місце та Мартелл, мас-старт, 60, 2-ге місце).
У сезоні 2019-2020 Кноттен закріпилася в основному складі збірної Норвегії на Кубку світу. Чотири естафети за її участю стали переможними для норвежок (Естерсунд, Гохфільцен, Рупольдінґ і Нове-Место). Взяла участь у Чемпіонаті світу-2020, що відбувся в Ангольці/Антерсельві. Але в перших перегонах (спринті) посіла лише 75-те місце й на наступні перегони тренери її не заявили.
29 листопада 2020 року Кароліне вперше потрапила на п'єдестал у Кубку світу в особистих перегонах. Це сталося в спринті на відкритті сезону у фінському Контіолахті, де спортсменка вразила всі цілі й відстала від переможниці Ганни Еберг на +37,8 секунди.

## Результати за кар'єру
Усі результати наведено за даними Міжнародного союзу біатлоністів.

### Чемпіонати світу
| Змагання                  | Інд. перегони | Спринт | Перегони пер. | Мас-старт | Естафета | Змішана ес. | Од. змішана ес. |
| ------------------------- | ------------- | ------ | ------------- | --------- | -------- | ----------- | --------------- |
| Антгольц-Антерсельва 2020 | —             | 75     | —             | —         | —        | —           | —               |
| Поклюка 2021              |               | 41     | 42            |           |          | —           |                 |

### Кубки світу
- Найвище місце в загальному заліку: 21-те 2021 року.
- 1 особистий п'єдестал: 1 третє місце.
- 5 п'єдесталів в естафеті: 5 перемог.

 Станом на 26 березня 2021 року 

#### Підсумкові місця в Кубку світу за роками
| Сезон     | Інд. перегони | Інд. перегони | Спринт | Спринт | Перегони пер. | Перегони пер. | Мас-старт | Мас-старт | Заг. залік | Заг. залік |
| Сезон     | Бали          | Місце         | Бали   | Місце  | Бали          | Місце         | Бали      | Місце     | Бали       | Місце      |
| --------- | ------------- | ------------- | ------ | ------ | ------------- | ------------- | --------- | --------- | ---------- | ---------- |
| 2018-2019 | —             |               | —      |        | 13            | 69            | —         |           | 13         | 87         |
| 2019-2020 | 17            | 46            | 46     | 49     | 56            | 33            | 20        | 42        | 139        | 43         |
| 2020-2021 | 24            | 41            | 145    | 18     | 125           | 19            | 90        | 20        | 384        | 21         |

### Кубки IBU
- 2 п'єдестали.